# Demar Phillips
Demar Phillips, född 23 september 1983 i Kingston, Jamaica, är en jamaicansk fotbollsspelare (mittfältare), för närvarande[när?] i MLS-klubben Real Salt Lake och det jamaicanska fotbollslandslaget.